# Ілір Беріша
Ілір Беріша (алб. Ilir Berisha, нар. 25 червня 1991, Приштина) — албанський футболіст, захисник клубу «Фламуртарі».
Виступав, зокрема, за клуби «Приштина» та «Еребру».

## Клубна кар'єра
Народився 25 червня 1991 року в місті Приштина. Вихованець футбольної школи клубу рідного міста, «Приштини». У дорослому футболі дебютував 2010 року виступами за команду клубу «Пристіна», в якій провів два сезони.

### Еребру
20 лютого 2012 року підписав контракт зі шведським клубом «Еребру», який виступав у Аллсвенскані

#### Аллсвенскан 2012
Уперше до заявки основної команди «Еребру» потрапив 13 травня 2012 року на поєдинок 9-го туру проти «Норрчепінга», проте Ілір просидів увесь поєдинок на лаві для запасних, а його команда поступилася з рахунком 0:3. Дебютував за шведський клуб 16 травня 2012 року, вийшовши у стартовому складі поєдинку проти АІКа, той матч завершився з рахунком 2:2. Дебютним голом у футболці «Еребру» відзначився 9 липня 2012 року у переможному (2:1) матчі проти «Мальме», при чому по ходу зустрічі клуб з Еребру поступався з рахунком 0:1, Беріша ж відзначився переможним голом на 65-й хвилині поєдинку. Майже через місяць після цього, 24 серпня 2012 року, у програному (1:2) поєдинку проти «Єфле», Беріша відзначився голом на 55-й хвилині, встановивши остаточний рахунок у матчі. Наступного разу Ілір відзначився голом 4 листопада 2012 року на 12-й хвилині поєдинку проти ГАІСа, на 22-й хвилині голом відзначився Альхассан Камара, а потім на 26-й та 90+1-й хвилині «дублем» відзначився інший косовський футболіст, Шпетім Хасані.
Загалом у сезоні 2012 року зіграв 20 поєдинків (у тому числі один — у Кубку Швеції), у 18-ти з них він виходив на поле у стартовому складі, а також відзначився 3 голами. Однак його зусиль та забитих м'ячів було не достатньо і «Еребру» вилетів до Супереттану.

#### Супереттан 2013
15 квітня 2013 року Беріша дебютував у Супереттані у переможному (3:0) матчі проти ГІФ Сундсвалль, в якому він вийшов на поле на 81-й хвилині замість Аянди Нкілі. 13 травня 2013 року Ілір відзначився дебютним голом у турнірі в поєдинку проти «Дегерфорса», матч завершився перемогою Еребру з рахунком 2:0, а сам гравець відзначився голом на 79-й хвилині, встановивши остаточний рахунок у матчі. Останній поєдинок сезону Беріша провів 26 червня 2013 року проти Юнгшиле СК (перемога з рахунком 1:0), оскільки він був травмований, тому Ілір у тому сезоні зіграв лише 12 матчів та відзначився 1 голом, а команда вийшла до Аллсвенскану 2014 року на правах віце-чемпіона Супереттана 2013 року.

#### Аллсвенскан 2014
Після 10-ти місяців відновлення після травми Беріша повернувся до команди 25 квітня 2014 року на матч проти «Отвідабергса». Він потрапив до заявки команди й увесь поєдинок просидів на лаві для запасних, а тренер «Еребру» Пер-Ола Люнг не зробив жодної заміни у тому поєдинку, який, зрештою і завершився перемогою для команди іліра з рахунком 3:2. Протягом наступних 4-ох матчів він також потрапляв до заявки на матч, проте на поле жодного разу так і не вийшов. Вперше, після тривалого періоду відновлення від травми, Беріша вийшов на поле 30 травня 2014 року у програному (0:1) матчі проти «Юргордена», замінивши на 71-й хвилині Аянду Нкілі. Вперше, після одужання від травми, у стартовому складі своєї команди Беріша вийшов у 13 липня 2014 року у програному (1:4) поєдинку проти «Геккена», в якому на 84-й хвилині його замінив Аянда Нкілі. 31 жовтня 2014 року Беріша оголосив, що залишить Еребру по завершенні сезону, останній поєдинок для «Еребру» в якому мав відбутися проти «Геккена». У цьому поєдинку він вийшов на поле на 89-й хвилині, замінивши Магнуса Вікстрьома, а поєдинок завершився перемогою над «Геккеном» з рахунком 5:2.
Загалом у сезоні 2014 року у Аллсвенскані Беріша зіграв 5 матчів: 2 — у стартовому складі та 3 — виходи на заміну у другій половині матчу, крім того зіграв усі 90 хвилин у матчі кубку Швеції. В «Еребру» провів три сезони, за цей час зіграв 38 матчів та відзначився 4-ма голами.
29 січня 2015 року Беріша був помічений на тренуванні у сусідньому від «Еребру» клубі Аллсвенскані «Гельсінгборг», протягом цього часу він проходив перегляд у нового тренера команди, колишнього гравця національної збірної Швеції та легендарного футболіста, Генріка Ларссона, який мав вирішити подальшу долю Беріши. Беріша також зіграв контрольний матч, після чого Хенрік Ларссон сказав, що він зіграв дуже професійно й витворяв на полі «божевільні» речі, отже він зможе зіграти, в суботу 7 лютого у складі «Гельсінгборга», якщо вийде підписати угоду.

### Єфле
Проте замість цього, 23 березня того ж року Ілір Беріша перейшов до клубу «Єфле», підписавши річний контракт, який завершувався 31 грудня 2015 року.

### Фламуртарі
До складу клубу «Фламуртарі» приєднався 2016 року. Відтоді встиг відіграти за команду з Вльори 164 матчі в національному чемпіонаті.

## Кар'єра у збірній
Беріша отримав албанське громадянство 24 травня 2013 року разом з іншими земляками, Аміром Абраші, Вюлентом Башею, Аздреном Ллулаку та Юргеном Г'ясулою, отож отож він отримав можливість представляти Албанію на міжнародному рівні. Після того, як Лорік Цана не зміг отримати міграційну картку, Джанні Де Б'язі звернув свою увагу на Берішу, якого й викликав до збірної на матч проти Норвегії 7 червня 2013 року Незважаючи на отриманий виклик, Ілір так і не зіграв у тому поєдинку за албанців, а просидів увесь поєдинок на лавці для запасних.
Після домовленості між тренером національної збірної Косова Альбертом Буньяку та албанським тренером Джанні Де Б'язі, Беріша отримав дебютний виклик на товариський матч до складу збірної країни свого народження, Косова, проти Оману на 7 вересня 2014 року. У цьому переможному (1:0) для Косова матчі Беріша відіграв усі 90 хвилин на Міському стадіону Приштини.

## Статистика виступів

### Статистика клубних виступів
| Сезон                  | Команда                | Чемпіонат              | Чемпіонат | Чемпіонат | Національний кубок | Національний кубок | Національний кубок | Континентальні кубки | Континентальні кубки | Континентальні кубки | Інші змагання | Інші змагання | Інші змагання | Усього | Усього |
| Сезон                  | Команда                | Ліга                   | Ігор      | Голів     | Ліга               | Ігор               | Голів              | Ліга                 | Ігор                 | Голів                | Ліга          | Ігор          | Голів         | Ігор   | Голів  |
| ---------------------- | ---------------------- | ---------------------- | --------- | --------- | ------------------ | ------------------ | ------------------ | -------------------- | -------------------- | -------------------- | ------------- | ------------- | ------------- | ------ | ------ |
| 2010–11                | «Приштина»             | ЧК                     | 0         | 0         | КК                 | 0                  | 0                  | -                    | -                    | -                    | -             | -             | -             | 0      | 0      |
| 2011-лют. 2012         | «Приштина»             | ЧК                     | 20        | 0         | КК                 | 0                  | 0                  | -                    | -                    | -                    | -             | -             | -             | 20     | 0      |
| Усього за «Приштину»   | Усього за «Приштину»   | Усього за «Приштину»   | 20        | 0         |                    | 0                  | 0                  |                      | -                    | -                    |               | -             | -             | 20     | 0      |
| 2012                   | «Еребру»               | А                      | 19        | 3         | КШ                 | 1                  | 0                  | -                    | -                    | -                    | -             | -             | -             | 20     | 3      |
| 2013                   | «Еребру»               | Б                      | 12        | 1         | КШ                 | 0                  | 0                  | -                    | -                    | -                    | -             | -             | -             | 12     | 1      |
| 2014                   | «Еребру»               | А                      | 6         | 0         | КШ                 | 1                  | 0                  | -                    | -                    | -                    | -             | -             | -             | 7      | 0      |
| Усього за «Еребру»     | Усього за «Еребру»     | Усього за «Еребру»     | 37        | 4         |                    | 2                  | 0                  |                      | -                    | -                    |               | -             | -             | 39     | 4      |
| 2015                   | «Єфле»                 | А                      | 7         | 2         | КШ                 | 1                  | 0                  | -                    | -                    | -                    | -             | -             | -             | 8      | 2      |
| січ.-чер. 2016         | «Фламуртарі»           | ЧА                     | 0         | 0         | КА                 | 0                  | 0                  | -                    | -                    | -                    | -             | -             | -             | 0      | 0      |
| 2016–17                | «Фламуртарі»           | ЧА                     | 14        | 1         | КА                 | 1                  | 0                  | -                    | -                    | -                    | -             | -             | -             | 15     | 1      |
| Усього за «Фламуртарі» | Усього за «Фламуртарі» | Усього за «Фламуртарі» | 14        | 1         |                    | 1                  | 0                  |                      | -                    | -                    |               | -             | -             | 15     | 1      |
| Усього за кар'єру      | Усього за кар'єру      | Усього за кар'єру      | 78        | 7         |                    | 4                  | 0                  |                      | -                    | -                    |               | -             | -             | 82     | 7      |

### Статистика матчів за збірні
Станом на 7 вересня 2014 
| національна збірна Албанії | національна збірна Албанії | національна збірна Албанії |
| Рік                        | Матчі                      | Голи                       |
| -------------------------- | -------------------------- | -------------------------- |
| 2013                       | 0                          | 0                          |
| 2014                       | 0                          | 0                          |
| Загалом                    | 0                          | 0                          |

| Матчі і голи Іліра Беріши за збірну Косова | Матчі і голи Іліра Беріши за збірну Косова | Матчі і голи Іліра Беріши за збірну Косова | Матчі і голи Іліра Беріши за збірну Косова | Матчі і голи Іліра Беріши за збірну Косова | Матчі і голи Іліра Беріши за збірну Косова | Матчі і голи Іліра Беріши за збірну Косова |
| №                                          | Дата                                       | Місце проведення                           | Суперник                                   | Рахунок                                    | Голи                                       | Змагання                                   |
| ------------------------------------------ | ------------------------------------------ | ------------------------------------------ | ------------------------------------------ | ------------------------------------------ | ------------------------------------------ | ------------------------------------------ |
| 1                                          | 7 вересня 2014                             | Міський стадіон, Приштина                  | Оман                                       | 1:0                                        | —                                          | Товариський матч                           |
| 2                                          | 10 жовтня 2015                             | Міський стадіон, Приштина                  | Екваторіальна Гвінея                       | 2:0                                        | —                                          | Товариський матч                           |
| 3                                          | 13 листопада 2015                          | Міський стадіон, Приштина                  | Албанія                                    | 2:2                                        | —                                          | Товариський матч                           |

Загалом: 3 матчі / 0 голів; eu-football.info [Архівовано 27 жовтня 2017 у Wayback Machine.].

## Досягнення
- Чемпіонат Косова
  -  Чемпіон (1): 2010/11 («Приштина»)